# هیولای چوب‌بر
هیولای چوب‌بر (ژاپنی: 怪物の木こり) (انگلیسی: Lumberjack the Monster) فیلمی ژاپنی به در سبک ترسناک به کارگردانی تاکاشی میکه محصول سال ۲۰۲۳ است که بر پایه رمانی به همین نام نوشته مایوسوکه کورای در سال ۲۰۱۹ ساخته شده است. در این فیلم کازویا کامه ناشی در نقش وکیلی به‌دنبال انتقامی خشونت‌بار از یک قاتل زنجیره‌ای نقابدار بازی می‌کند.